# Liga de los Comunistas

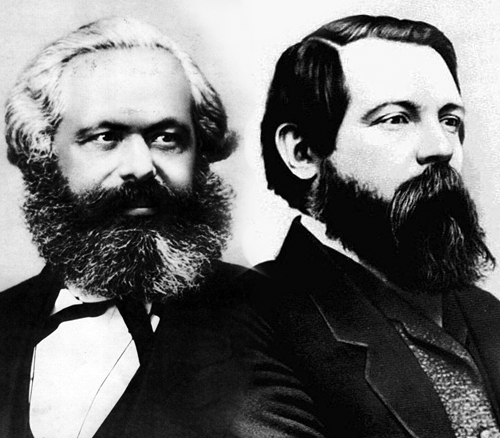
Karl Marx y Friedrich Engels hacia 1860.

La Liga de los Comunistas o Liga comunista fue una organización revolucionaria nacida en Londres en junio de 1847 como resultado del congreso celebrado por la Liga de los justos en el que acordó cambiar su nombre al integrarse en su seno el Comité Comunista de Correspondencia fundado en Bruselas a principios de 1846 por los exiliados alemanes Karl Marx y Friedrich Engels. En febrero de 1848 hará público su programa bajo el nombre de Manifiesto del Partido Comunista.

## Historia

### Fundación (1847-1848)

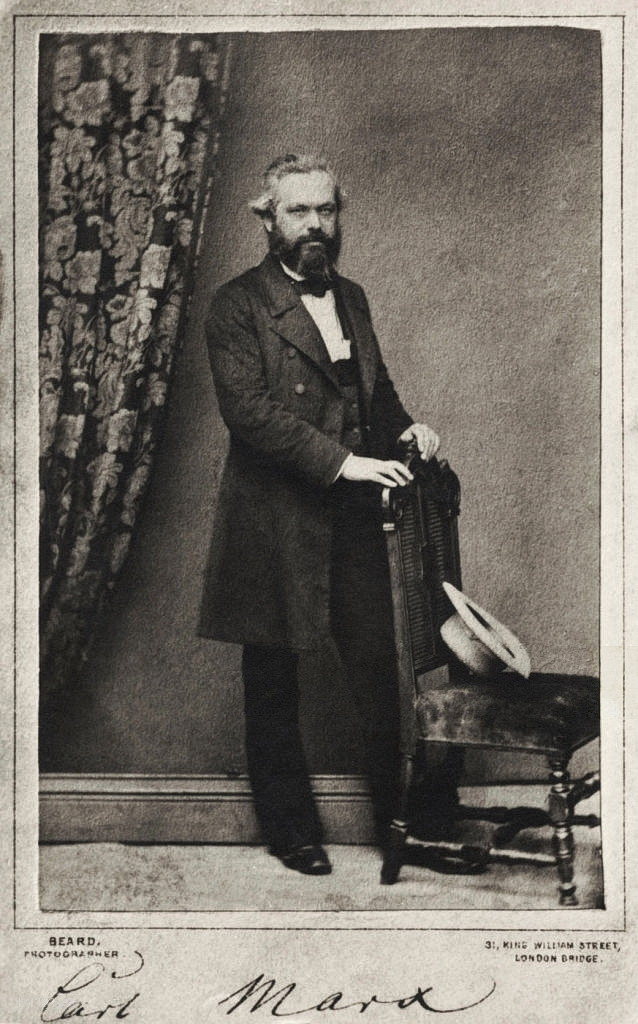
Karl Marx (1818-1883)

En 1836 surgió en París la organización clandestina de emigrados alemanes Liga de los justos a partir de la Liga de los Proscritos fundada dos años antes. Su principal teórico era Wilhelm Weitling que se oponía a la vía reformista defendida hasta entonces por la mayoría de los socialistas utópicos y que señalaba a la clase obrera como la protagonista de la revolución que habría de traer una sociedad «comunista» estructurada en «asociaciones de familias» y cuyo origen retrotraía a Jesucristo.
A mediados de la década de 1840 se produjo el acercamiento a la Liga de los justos de otros dos significados exiliados alemanes, Karl Marx y Friedrich Engels, que, a principios de 1846, habían fundado en Bruselas, junto con Philippe Gigot, el Comité Comunista de Correspondencia. Marx —al igual que el francés Proudhon— había manifestado su admiración por Weitling a quien consideraba muy superior a «la mediocridad de la literatura política alemana», pero no compartía la concepción comunista cristiana de éste —mantuvo con él un duro debate en Bruselas en marzo de 1846— y sus críticas divulgadas por el Comité de Correspondencia encontraron cada vez más eco entre los miembros de la Liga, especialmente en la sección de Londres encabezada por Karl Schapper. Entre estos se había ido afirmando la idea de convertir la Liga en el embrión del partido de la clase trabajadora cuya propaganda preparara a ésta para la revolución social.
Así en junio de 1847 se celebró un Congreso de la Liga de los justos en la capital británica en el que se aprobó la integración del Comité en la Liga y el cambio del nombre de ésta que pasó a llamarse Liga de los comunistas, También se cambió su lema: «¡Proletarios de todos los países uníos!», sustituyó a «Todos los hombres son hermanos». En un documento preparatorio aparecía claramente definida la meta de la nueva organización:

No nos distinguimos por el hecho de querer en general justicia, que cada uno puede defender por su cuenta; somos comunistas porque queremos atacar el presente orden social y la propiedad privada presente, y queremos por lo tanto la comunidad de bienes.

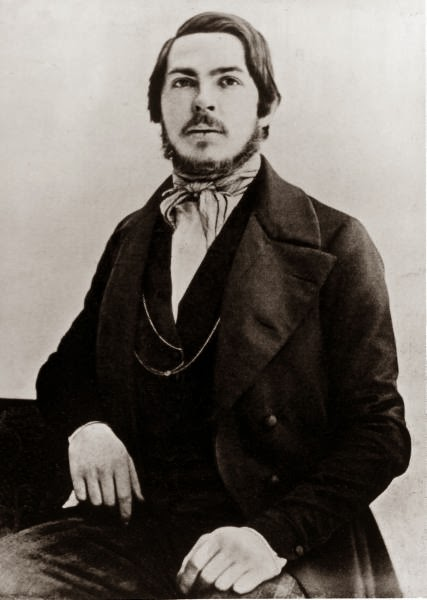
Friedrich Engels (1820-1895)

Muchos años después Friedrich Engels explicó porqué adoptaron el nombre de «comunistas» y no el de «socialistas»:

En 1847, se comprendía con el nombre de socialistas a dos categorías de personas. De un lado, los partidarios de diferentes sistemas utópicos [...] En ambos casos, gentes que se hallaban fuera del movimiento obrero y buscaban apoyo más bien en las clases "instruidas". En cambio, la parte de los obreros que, convencida de la insuficiencia de las revoluciones meramente políticas, exigía una transformación radical de la sociedad, se llamaba entonces comunista. [...] El socialismo representaba en 1847 un movimiento burgués; el comunismo, un movimiento obrero. El socialismo era, al menos en el continente, muy respetable; el comunismo era precisamente lo contrario. Y como nosotros ya en aquel tiempo sosteníamos muy decididamente el criterio de que "la emancipación de la clase obrera debe ser obra de la clase obrera misma", no pudimos vacilar un instante sobre cuál de las dos denominaciones procedía elegir.

Se elaboraron unos proyectos de estatutos —el artículo n.º 1 decía: «La Liga tiene la meta de liberar al hombre de la esclavitud, mediante la difusión de la comunidad de bienes y su realización práctica lo más rápida posible»— que fueron enviados a todas las secciones de la Liga, incluida la de Nueva York. Para difundir el nuevo ideario se editó el periódico Kommunistische Zeitung —del que sólo salió a la calle un número— en el que se apoyaba la alianza del proletariado con la burguesía para derribar el Antiguo Régimen, asegurándose al mismo tiempo que las libertades de reunión y de prensa fueran reconocidas. En el mismo Schapper escribió:

Sabemos que no podemos entrar en el mundo mejor sin antes haber conquistado en lucha abierta nuestros derechos políticos. […] No pensamos que inmediatamente después de un combate sostenido de modo victorioso pueda instaurarse como por encanto la comunidad de bienes… Será necesario, según las circunstancias, un período de transición más o menos largo.

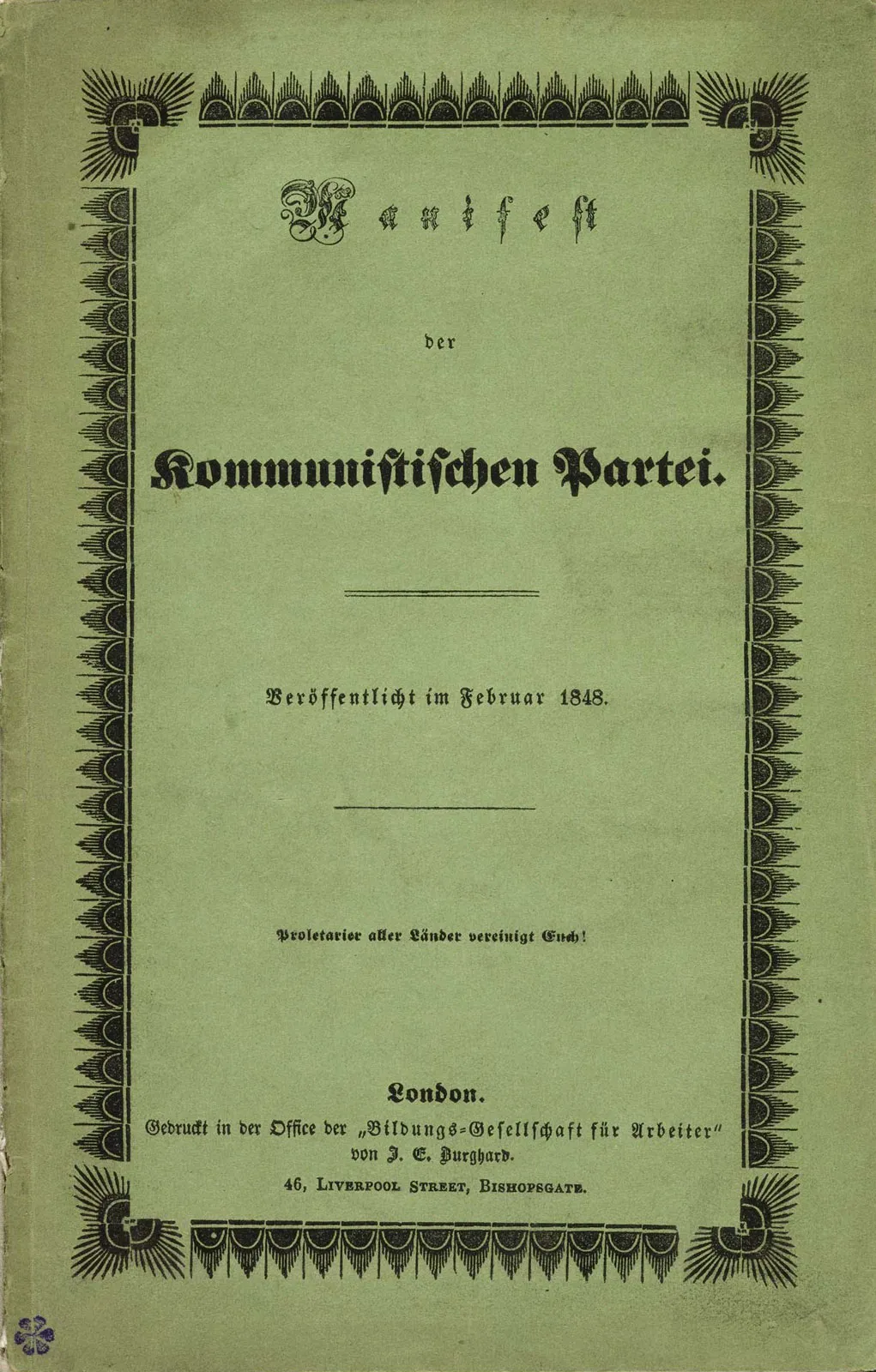
Primera edición del Manifiesto del Partido Comunista (Londres, 1848).

En diciembre de ese mismo año se celebró en Londres el segundo congreso de la nueva Liga, bajo la presidencia de Schapper, y al que asistieron numerosos militantes y delegados de las diversas secciones, como el cartista Julian Harney, representante de Gran Bretaña, o Victor Tedesco, de la agrupación de Lieja. Marx y Engels asistieron en calidad de delegados de las secciones de Bruselas y de París, respectivamente. En el Congreso se abandonaron oficialmente las concepciones comunistas de Weitling y se adoptaron las tesis marxistas. Se adoptó como objetivo «el derrocamiento de la burguesía, el dominio del proletariado, la abolición de la vieja sociedad de clases y la fundación de una sociedad nueva, sin clases, ni propiedad privada». En cuanto a los estatutos se adoptó el principio del centralismo democrático y se eliminaron todos los aspectos «conspirativos» de la organización, que contaba entonces con unos 500 miembros.
Tras el congreso de junio Marx y Engels recibieron el encargo de redactar el proyecto de declaración de la Liga, que sería presentado a las diversas secciones para su debate. Engels elaboró un primer borrador a petición de la sección parisina en forma de catecismo bajo el título Principios del comunismo, pero, tras el congreso de diciembre, fue Marx el que lo escribió —aunque utilizó el borrador de Engels— siendo publicado en Londres en febrero del año siguiente con el título Manifiesto del Partido Comunista.

### Revolución alemana de 1848-1849

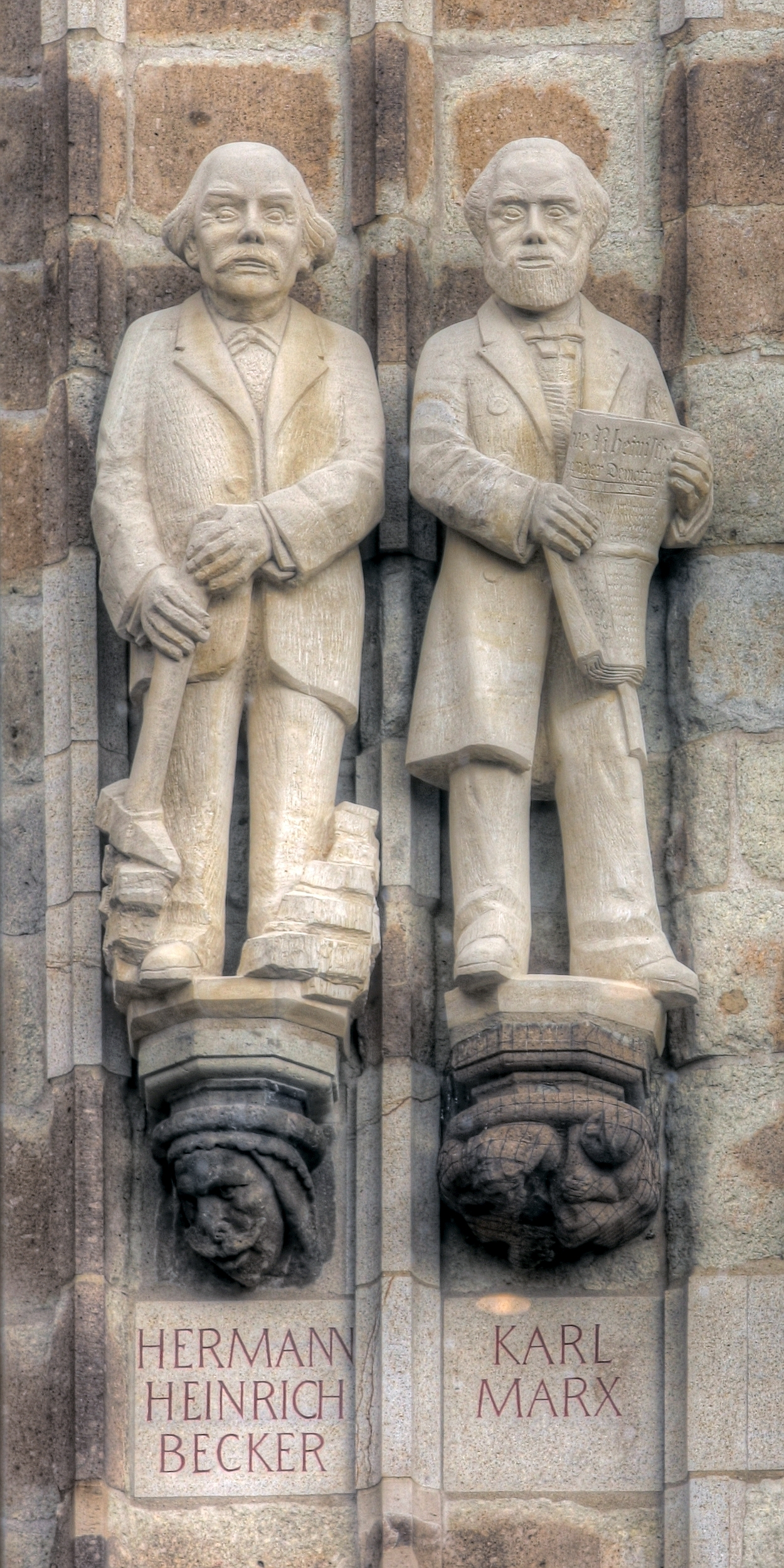
Estatuas de Hermann Heinrich Becker (izquierda), destacado miembro de la sección de Colonia, y de Marx (derecha), en el edificio del Ayuntamiento de Colonia.

Al estallar la Revolución de Marzo de 1848 en los Estados alemanes, Marx viajó inmediatamente de París a Maguncia y luego a Colonia para participar ella. En la primera ciudad difundió las «Diecisiete reivindicaciones del Partido Comunista», un texto en el que aplicaba los principios de la Liga a la situación que estaba viviendo Alemania —junto al llamamiento a favor de una República alemana «una e indivisible», propugnaba la nacionalización de las propiedades de la nobleza, de los ferrocarriles y de la banca y la creación de Talleres Nacionales—. En Colonia, donde decidió fijar su residencia porque allí la sección local de la Liga era muy numerosa y había dado muestras de su combatividad al haber encabezado el 3 de marzo una gran concentración ante el ayuntamiento, Marx comenzó a editar a partir de junio el diario Neue Rheinische Zeitung (Nueva Gaceta Renana). Casi al mismo tiempo otro miembro de la Liga, Stephan Born, fundaba en Berlín la Fraternidad Obrera Alemana (Allgemeine Deutsche Arbeiterverbrüderung).
En febrero de 1849 Marx fue detenido acusado de incitar al rechazo del pago de los impuestos siendo condenado al destierro por haber «violado los derechos de hospitalidad». Como consecuencia de ello la Nueva Gaceta Renana cerró y en su último número, impreso con tinta roja, los redactores del periódico recordaron que «la última palabra será en todo lugar, y siempre, la emancipación de la clase obrera».

### Reconstrucción y disolución (1849-1852)

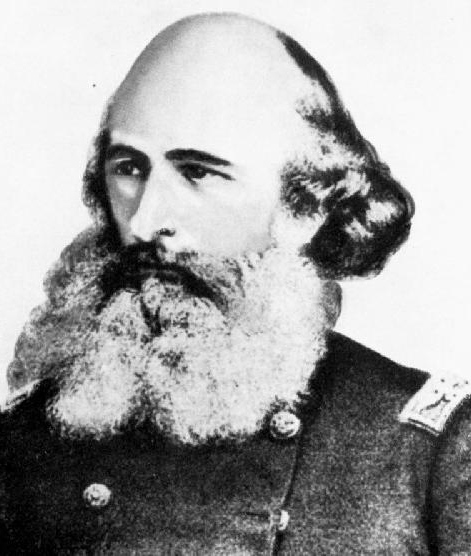
Joseph Weydemeyer (1818-1866), antiguo oficial del ejército prusiano, acabó emigrando a los Estados Unidos en 1851 donde alcanzó el grado de coronel en el Ejército de la Unión durante la Guerra Civil Americana.

Obligado a abandonar Alemania, Marx marchó entonces a París y desde allí a Londres, donde se reunió con él Friedrich Engels, quien tras haber fracasado el levantamiento del Palatinado, en el que había participado al lado de August Willich, había conseguido junto a éste huir a Suiza. Con la ayuda de Willich, de Schapper, que también había escapado de la represión que siguió al fracaso de la Revolución de Marzo, y de Johann Eccarius, reorganizaron la Liga intentando convertirla en un partido de profesionales revolucionarios. Para ello enviaron a Alemania a principios de 1850 a Heinrich Bauer, mientras que Marx presidía la Sociedad Universal de los Comunistas Revolucionarios que sería la encargada de encabezar la insurrección popular. Además él y Engels promovieron una revista «político-económica» editada en Hamburgo a la que pusieron el mismo título que el desaparecido diario de Colonia, Nueva Gaceta Renana.

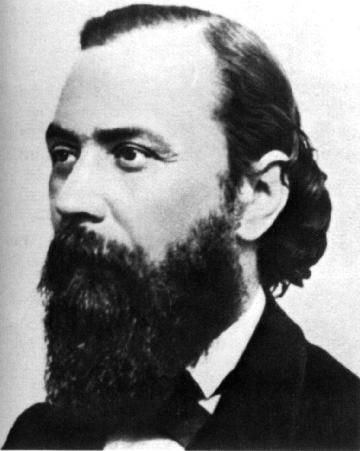
Heinrich Bürgers (1820-1878)

A lo largo de 1850 Marx fue cada vez más pesimista sobre la posibilidad de que estuviera cercano el triunfo de la revolución socialista, por lo que propuso que la Liga abandonara la idea de convertirse en un grupo de «conspiradores profesionales» para dedicarse preferentemente a la propaganda e inculcar y extender así la conciencia de clase entre el proletariado, preparándolo para la futura revolución. El pesimismo de Marx fue rechazado por otros destacados miembros de la Liga, como Schapper, Willich y Moses Hess, que seguían afirmando que la revolución aún era posible si una minoría decidida —la propia Liga— la encabezaba. El enfrentamiento se hizo efectivo en la reunión del comité central celebrado en Londres el 15 de septiembre de 1850. Marx optó entonces por marcharse a Colonia cuya sección local era favorable a sus tesis y contraria a las de los que Marx llamaba «alquimistas» de la revolución, para quienes «el motor de la revolución no es la situación real, sino la simple voluntad».

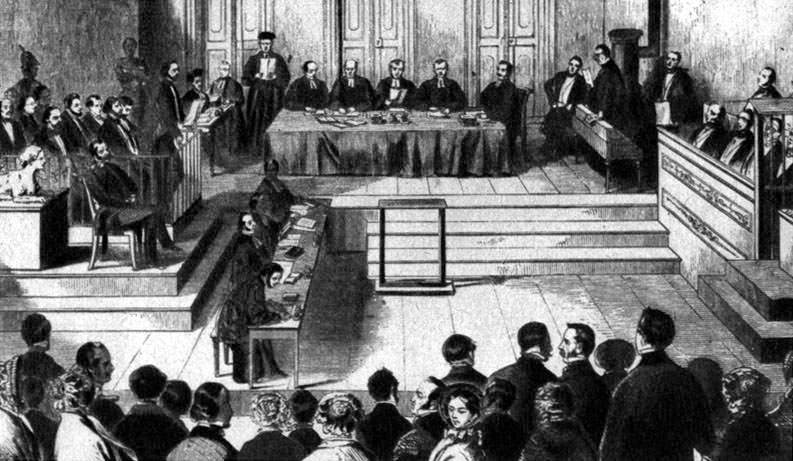
Proceso de los comunistas de Colonia (1852).

Mientras tanto la Liga había logrado reconstruirse en varios Estados alemanes —utilizando en muchas ocasiones como cobertura las sociedades gimnásticas y de tiro— gracias sobre todo a la labor de propaganda de Friedrich Lessner desde Maguncia y de Joseph Weydemeyer desde Frankfurt, y de la sección de Colonia, encabezada por Roland Daniels, Heinrich Bürgers y Hermann Heinrich Becker. Pero duró muy poco tiempo porque fue desmantelada por la policía a raíz de la detención en Leipzig en mayo de 1851 de un militante, el sastre Peter Nothjung, que llevaba encima una importante documentación. Los detenidos fueron acusados de participar en una vasta conspiración dirigida por Marx, y aunque cuatro fueron absueltos por el tribunal de Colonia, siete fueron condenados a diferentes penas de prisión —Marx escribió un folleto en su defensa titulado Revelaciones sobre el proceso de los comunistas de Colonia, cuya difusión fue impedida por la policía—. El juicio supuso el final de la Liga. Marx abandonó sus actividades revolucionarias para dedicarse a profundizar sus conocimientos de economía política lo que lo conduciría a la publicación quince años después del primer tomo de El Capital.
Las actividades organizativas continuaron dispersas hasta que fue formada la Asociación Internacional de Trabajadores (AIT) o Primera Internacional de los Trabajadores (PIT), fundada en Londres en 1864, agrupó inicialmente a los sindicalistas ingleses, anarquistas y socialistas franceses e italianos republicanos. Sus fines eran la organización política del proletariado en Europa y el resto del mundo, así como un foro para examinar problemas en común y proponer líneas de acción. Colaboraron en ella Karl Marx, Friedrich Engels y Mijaíl Bakunin.